# Desmognathus brimleyorum
Desmognathus brimleyorum är en groddjursart som beskrevs av Leonhard Hess Stejneger 1895. Desmognathus brimleyorum ingår i släktet Desmognathus och familjen lunglösa salamandrar. IUCN kategoriserar arten globalt som livskraftig. Inga underarter finns listade i Catalogue of Life.